# 顧溱
顧溱（1474年—？），字梁卿，號小涇，直隸蘇州府太倉州民籍崑山縣人，明朝政治人物。

## 生平
正德五年（1510年）庚午科應天府鄉試第七十九名舉人。正德十二年丁丑科會試第四十六名，十六年（1521年）辛巳科登第三甲第一百六十五名進士。吏部观政，歷工科給事中，累官廣東按察使司僉事，嘉靖六年（1527年）十一月革职閑住。

## 家族
曾祖顧暹，曾任壽官；祖父顧珩；父顧欽。前母張氏；母聞氏。